# 벳조이
벳조이(BETJOY)는 대한민국의 온라인 베팅 관련 먹튀 검증 커뮤니티로, 안전하고 신뢰할 수 있는 토토사이트와 온라인 카지노를 사용자들에게 추천하는 플랫폼이다. 이 플랫폼은 먹튀 사고를 방지하고 이용자들에게 최적의 베팅 환경을 제공하는 것을 목표로 하며, 철저한 검증 시스템과 최신 정보를 제공하는 것으로 알려져 있다.

## 상세
벳조이는 대한민국의 온라인 베팅 시장에서 신뢰성과 안전성을 강조하는 커뮤니티로, 주로 스포츠 베팅과 온라인 카지노를 중심으로 한 정보를 제공한다. 이용자들에게 실시간으로 업데이트 되는 최신 정보를 공유하며, 먹튀(사기) 사이트를 걸러내기 위한 검증 시스템을 운영한다. 또한, 베팅에 대한 가이드와 조언을 통해 책임감 있는 베팅 문화를 장려한다.
벳조이는 독립적인 검증 팀을 통해 토토사이트와 카지노 사이트를 평가하며, 엄격한 기준을 바탕으로 추천 목록을 작성한다. 이 과정에서 사이트의 라이선스 유무, 사용자 리뷰, 운영 이력, 재정 안정성 등을 종합적으로 검토한다. 또한, 이용자 피드백을 반영하여 검증 프로세스를 지속적으로 개선한다.

## 주요 기능
- 먹튀 검증: 벳조이는 토토사이트와 온라인 카지노의 신뢰성을 평가하여 안전한 플랫폼을 추천한다. 이를 통해 이용자들이 사기 사이트로 인한 피해를 입지 않도록 돕는다.
- 실시간 정보 제공: 최신 베팅 트렌드, 사이트 정보, 이벤트 등을 실시간으로 공유하여 사용자들이 최신 동향을 파악할 수 있도록 지원한다.
- 베팅 가이드: 초보자와 숙련된 베팅 이용자 모두를 위한 실질적인 조언과 전략을 제공하여 보다 나은 베팅 경험을 돕는다.
- 커뮤니티 운영: 이용자들 간의 정보 교환과 소통을 촉진하며, 신뢰 기반의 베팅 문화를 조성한다.